# Fenton Cyclecar

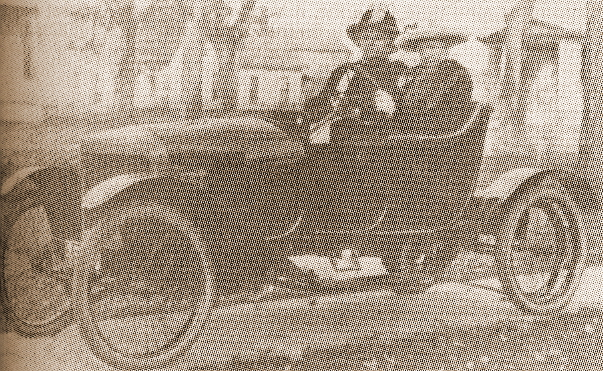
Fenton von 1914

Die Fenton Cyclecar Company war ein US-amerikanischer Automobilhersteller in Fenton. Eigentümer war George Jenks. 1913 und 1914 wurden dort Kleinwagen unter dem Namen Fenton gebaut, die von Oscar J. Howick konstruiert wurden, der vorher schon für Packard und Lozier gearbeitet hatte.

## Beschreibung
Die Fahrzeuge wurden zwar als Cyclecar bezeichnet, allerdings erfüllten sie die Kriterien nicht. Sie hatten einen Zweizylindermotor mit 88,9 mm Bohrung, 93,2 mm Hub und 1157 cm³ Hubraum. Es war ein V2-Motor mit Luftkühlung. Ein Reibrollengetriebe und ein Riemenantrieb übertrugen die Kraft an die Hinterachse. Die Kühlerattrappe der Fahrzeuge war stark V-förmig. Die beiden Passagiere saßen nebeneinander auf lederbezogenen Sitzen. Der Roadster wurde für 375,– USD (entspricht heute: 10.491 USD) angeboten.
Am 23. März 1914 starb Jenks. H. S. Koppin übernahm das Unternehmen und benannte sie in Koppin Cyclecar Company um. Der Fenton sollte unter dem Namen Koppin weitergebaut werden, wozu es jedoch nicht kam. Ende 1914 waren sowohl das Unternehmen als auch das Automodell vom Markt verschwunden.

## Modelle
| Modell   | Bauzeitraum | Zylinder | Leistung        | Radstand | Aufbauten        |
| -------- | ----------- | -------- | --------------- | -------- | ---------------- |
| Cyclecar | 1913–1914   | 2 V      | 10 bhp (7,4 kW) | 2438 mm  | Roadster 2 Sitze |